# Luke Mudgway
Luke Mudgway (12 de juny de 1996) és un ciclista de Nova Zelanda, professional des del 2015. Combina la carretera amb el ciclisme en pista.

## Palmarès en ruta
- 2016
  - Vencedor d'una etapa a la Volta a la Xina II
- 2018
  - 1r al Wilmington Grand Prix
  - 1r al Tour of America's Dairyland i vencedor d'una etapa
- 2019
  - 1r al Hub Tour i vencedor de 2 etapes
  - 1r a la Gravel and Tar
- 2021
  - Vencedor d'una etapa a la New Zealand Cycle Classic
- 2022
  - 1r al Gran Premi ciclista de Gemenc
- 2023
  - Vencedor d'una etapa a la New Zealand Cycle Classic

## Palmarès en pista
- 2014
  -  Campió del món júnior en Madison (amb Regan Gough)
- 2015
  -  Campió d'Oceania en Scratch
  -  Campió d'Oceania en Persecució per equips (amb Hayden Roulston, Aaron Gate i Nick Kergozou)